# آزمون آهنگ کرنش آهسته
آزمون آهنگ کرنش آهسته یا SSRT که به آن آزمون کشش نرخ انبساط ثابت یا CERT می‌گویند؛ یک روش استاندارد تست مواد و اغلب فلزات است، که در آن نمونه، تحت افزایش طول، با آهنگ ثابت قرار می‌گیرد.